# الن ارویو
الن ارویو (انگلیسی: Alain Arroyo؛ زادهٔ ۵ ژوئیهٔ ۱۹۸۲) بازیکن فوتبال اهل اسپانیا است.
از باشگاه‌هایی که در آن بازی کرده‌است می‌توان به باشگاه فوتبال رئال اویدو و باشگاه فوتبال میراندس اشاره کرد.
وی همچنین در تیم‌های ملی فوتبال باسک و Biscay representative football team بازی کرده‌است.